# 張無咎 (清朝將領)
張無咎（？—1795）為中國清朝武官官員，本籍山西。武狀元、興漢鎮總兵張大經之子。
世襲雲騎尉的張無咎於1795年（乾隆60年）奉旨接替陳大恩，於台灣地區擔任台灣北路協副將。而隸屬台灣鎮之下的此官職是台灣清治時期中的這階段，台南以北之台灣中南部及北部的駐地最高武官將領。是年，他因為陳周全民變，於彰化城(臺灣城)內被圍，自焚殉職。